# Gymnetron melanarium
Gymnetron melanarium är en skalbaggsart som först beskrevs av Ernst Friedrich Germar 1821.  Gymnetron melanarium ingår i släktet Gymnetron, och familjen vivlar. Arten är reproducerande i Sverige.